# 越谷市立大相模中学校
越谷市立大相模中学校（こしがやしりつ おおさがみちゅうがっこう）は、埼玉県越谷市相模町にある公立中学校。

## 概要
越谷市は公立学校選択制を取り入れている。

## 沿革
- 1957年4月1日 - 越谷市立増林中学校、越谷市立大相模中学校を統合して越谷市立東中学校を創立
- 1983年4月1日 - 越谷市立東中学校と分離[1]

## 教育目標
夢に向かって～学ぶ 思いやる 鍛える～

## 部活動

### 運動部
- 野球部
- ソフトボール部
- サッカー部
- 剣道部
- 男子バレーボール部
- 女子ソフトテニス部
- 男子ソフトテニス部
- 男子バスケットボール部
- 女子バスケットボール部
- 男子卓球部
- 女子卓球部
- バドミントン部
- 陸上競技部[3]

### 文化部
- 吹奏楽部
- 演劇部
- 日本文化部
- 園芸科学部
- デザイン部
- 囲碁将棋部[3]

## 通学区域
- 東町一丁目 - 全域
- 東町二丁目 - 全域
- 東町三丁目 - 全域
- 東町五丁目 - 全域
- 相模町一丁目 - 全域
- 相模町二丁目 - 全域
- 相模町三丁目 - 全域
- 相模町四丁目 - 全域
- 相模町五丁目 - 全域
- 相模町六丁目 - 全域
- 相模町七丁目 - 全域
- 大成町一丁目 - 全域
- 大成町二丁目 - 全域
- 大成町六丁目 - 全域
- 大成町七丁目 - 全域
- 大成町八丁目 - 全域
- 西方 - 全域
- 西方一丁目 - 全域
- 西方二丁目 - 全域
- 瓦曽根一丁目 - 全域
- 瓦曽根二丁目 - 全域
- 南越谷二丁目 - 一部
- 流通団地一丁目 - 全域
- 流通団地二丁目 - 全域
- 流通団地三丁目 - 全域
- 流通団地四丁目 - 全域
- レイクタウン一丁目 - 全域
- レイクタウン二丁目 - 全域
- レイクタウン三丁目 - 全域
- レイクタウン四丁目 - 全域
- レイクタウン五丁目 - 全域[4]

## 卒業生
- 阿炎政虎 - 力士